# Грэм-Смит, Фрэнсис
Сэр Франсис Грэм-Смит (англ. Sir Francis Graham-Smith; 25 апреля 1923, Ланкашир — 20 июня 2025) — британский астроном.

## Биография
Образование получил в Даунинг-колледже Кембриджского университета. В 1943—1946 годах занимался проблемами дальней связи в военном исследовательском учреждении в Молверне, в 1947—1964 годах работал в Кавендишской лаборатории Кембриджского университета, в 1964—1974 годах — в Манчестерском университете (сотрудник Наффилдской радиоастрономической лаборатории, профессор университета). С 1974 года работал в Гринвичской обсерватории (исполняющий обязанности директора, в 1976—1981 годах — директор), с 1981 года — также директор Наффилдской радиоастрономической лаборатории. В 1982—1990 годах — Королевский астроном.
Основные труды в области радиоастрономии. В 1948 году совместно с М. Райлом открыл ряд дискретных источников космического радиоизлучения, в том числе сильнейший на небе радиоисточник Кассиопея A. Выполнил очень точные измерения координат нескольких ярких дискретных источников, что позволило отождествить их с оптическими объектами (1951). Предпринял попытку измерить годичный параллакс или собственное движение дискретных источников; полученный им отрицательный результат (1951) показал, что они находятся далеко за пределами Солнечной системы. В 1952 году получил одни из первых оценок размеров дискретных источников. Вместе с Райлом и Б. Элсмором выполнил обзор радиоисточников в Северном полушарии неба (1950); провел совместно с А. С. Беннеттом сравнение трёх радиообзоров неба, проанализировал их точность и надёжность (1961). Независимо от В. В. Виткевича предложил и использовал в 1952 году совместно с К. М. Мейчином метод исследования солнечной короны путём наблюдения покрытия точечного радиоисточника Солнцем. Поставил на искусственном спутнике Земли «Ариель‑II» эксперимент по измерению низкочастотного космического радиоизлучения; из анализа наблюдений сделал вывод, что на частотах ниже 5 МГц доминирует внегалактическое излучение. Предложил использовать фокусирующий эффект, возникающий в верхней ионосфере, для наблюдений отдельных источников радиоизлучения с борта ИСЗ. Является одним из наиболее активных исследователей пульсаров. Открыл совместно с А. Дж. Лайном сильную линейную поляризацию импульсов (1968), совместно с Р. Кларком — высокую степень поляризации субимпульсов пульсаров (1969). В 1968 году осуществил первые измерения фарадеевского вращения плоскости поляризации излучения пульсаров и с помощью этого эффекта определил напряженность магнитных полей в Галактике. В 1970 году предложил теорию релятивистского формирования узконаправленного поляризованного излучения пульсаров.
Член Лондонского королевского общества (1970). Награждён Королевской медалью Лондонского королевского общества (1987).
Скончался 20 июня 2025 года в возрасте 102 лет.

## Публикации
- Смит Ф. Г. Радиоастрономия. — Москва: Издательство иностранной литературы, 1962.
- Смит Ф. Г. Пульсары. — Москва: Мир, 1979.